# Jennifer Redfearn
Jennifer Redfearn é uma produtora cinematográfica norte-americana. Como reconhecimento, foi nomeado ao Oscar 2011 na categoria de Melhor Documentário em Curta-metragem por Sun Come Up.